# باشگاه ورزشی القادسیه
باشگاه القادسیه (به عربی: نادی القادسیة) یک باشگاه فوتبال از کویت است که در شهر حولی قرار دارد.
این باشگاه با کسب ۱۷ عنوان قهرمانی به همراه تیم العربی پرافتخارترین تیم در لیگ برتر کویت می‌باشد.
القادسیه همچنین سابقهٔ چندین قهرمانی در جام امیر کویت(۱۵قهرمانی) جام فدراسیون کویت، جام ولی‌عهد کویت (۸قهرمانی )و سوپر جام کویت (۴قهرمانی )را دارد. این باشگاه در سال ۲۰۱۴ به مقام قهرمانی و در سال‌های ۲۰۱۰ و ۲۰۱۳ به مقام نایب قهرمانی در مسابقات لیگ قهرمانان آسیا ۲ رسیده است.
این باشگاه کویتی در سال ۱۹۶۰ میلادی تأسیس شده است.
حمید استیلی از بازیکنان پیشین این تیم بوده است.
از مربیان مشهور و برجسته این باشگاه می‌توان به فیلیپه اسکولاری اشاره کرد.

## عملکرد در مسابقات AFC
- لیگ قهرمانان آسیا ۲

۲۰۱۴: قهرمان
۲۰۱۰: نایب قهرمان
۲۰۱۳: نایب قهرمان

## رنگ‌های باشگاه
| زرد | سیاه |

style="background:White;color: White;padding:2em" |سفید
|}